# Ocnaea boharti
Ocnaea boharti är en tvåvingeart som beskrevs av Evert I. Schlinger 1983. Ocnaea boharti ingår i släktet Ocnaea och familjen kulflugor. Inga underarter finns listade i Catalogue of Life.